# (36281) 2000 CN85
2000 CN85 (asteroide 36281) é um asteroide da cintura principal. Possui uma excentricidade de 0.01673320 e uma inclinação de 3.19474º.
Este asteroide foi descoberto no dia 4 de fevereiro de 2000 por LINEAR em Socorro.